# کولی غورابیج
کولی غورابیج، یکی از غذاهای محلی در استان گیلان است.
مواد کولی غورابیج را کولی یا ماهی ریز، سبزی‌های نعنا، خلواش، چوچاق و گشنیز، ترشی آبغوره یا آب انار یا آب نارنج، شکر، مغز گردو و نمک و فلفل تشکیل می‌دهد.